# NGC 3107
NGC 3107 est une petite galaxie spirale située dans la constellation du Lion. NGC 3107 a été découverte par l'astronome germano-britannique William Herschel en 1794.

## Caractéristiques
Sa vitesse par rapport au fond diffus cosmologique est de 3 147 ± 23 km/s, ce qui correspond à une distance de Hubble de 46,4 ± 3,3 Mpc (∼151 millions d'al).
La classe de luminosité de NGC 3107 est II-III et elle présente une large raie HI. De plus, c'est une galaxie du champ, c'est-à-dire qu'elle n'appartient pas à un amas ou un groupe et qu'elle est donc gravitationnellement isolée.
À ce jour, une mesure non basée sur le décalage vers le rouge (redshift) donne une distance d'environ 38,900 Mpc (∼127 millions d'al). Cette valeur est à l'extérieur des valeurs de la distance de Hubble. Notons cependant que c'est avec la valeur moyenne des mesures indépendantes, lorsqu'elles existent, que la base de données NASA/IPAC calcule le diamètre d'une galaxie et qu'en conséquence le diamètre de NGC 3107 pourrait être d'environ 10,8 kpc (∼35 200 al) si on utilisait la distance de Hubble pour le calculer.